# Édouard Kassaraté
 (juin 2017).
Si vous disposez d'ouvrages ou d'articles de référence ou si vous connaissez des sites web de qualité traitant du thème abordé ici, merci de compléter l'article en donnant les références utiles à sa vérifiabilité et en les liant à la section « Notes et références ».
Édouard Tiapé Kassaraté (né vers 1950 et mort le 13 juillet 2018 à Abidjan (Côte d'Ivoire),) est un général ivoirien de corps d'armée de la gendarmerie.
Il est chef d'état-major de la gendarmerie ivoirienne de 2005 à 2011.

## Biographie
Après des études primaires à l’EPP de Tabou, Édouard Kassaraté est admis à l’école militaire Saint-Louis du Sénégal en 1963 où il obtient le baccalauréat série lettres en 1970. Il entre ensuite au lycée polyvalent mixte de Toulon, en France. Il en ressort avec succès et est admis à l’école de formation des officiers de Saint-Cyr, en France. En 1977, il obtient le certificat de science criminelle à la Faculté de droit de Paris. De 1985 à 1986, il entre à l’École nationale d'administration d'Abidjan (ENA) en formation au cycle des officiers option diplomatie. C’est ensuite l’Institut supérieur de langues qui l’accueille en Allemagne d’où il ressort avec un diplôme.
Sur le plan professionnel, après la formation d’officier à Saint-Cyr, le nouveau patron de la gendarmerie a fait plusieurs stages qui l’ont conduit successivement à l’école d’application de l’arme blindée et cavalerie de 1975 à 1976 à Saumur, en France ; au Cours supérieur des officiers de gendarmerie de 1976 à 1977 à Melun, en France ; au Cours de capitaine à l’école de cavalerie à Saumur de 1983 à 1984 ; au Cours d’état-major à l’école d’état-major en Allemagne de 1986 à 1987 ; au Cours supérieur d’état-major à l’école militaire de Paris de 1994 à 1995 ; à l’École supérieure de guerre de Paris de 1995 à 1996 et au FBI à Washington en 1997.
Le général Kassaraté a exercé diverses fonctions dans la gendarmerie où il a gravi tous les échelons ; de 1977 à 1978, il a été commandant du peloton de gendarmerie de Dimbokro. De 1978 à 1993, commandant de l'escadron blindé de gendarmerie ; de 1990 à 1993, commandant de la compagnie de gendarmerie à Séguéla ; de 1993 à 1994, adjoint commandant légion gendarmerie de Korhogo ; de 1996 à 1999, officier à l’ex-Conseil national de Sécurité. Pendant cette période, il a été chef et/ou membre des missions à l’ex-ANAD, à la CEDEAO, à l’ex-OUA et à la Banque mondiale. De 1999 à 2000, il est commandant de la 3e légion de gendarmerie de Bouaké et, enfin, de 2000 jusqu’à sa dernière nomination en date, il était commandant militaire du palais de la présidence de la République.
Édouard Kassaraté prend les commandes de la Gendarmerie nationale en 2005, il remplace à ce poste le général Touvoly en tant que Commandant supérieur de la Gendarmerie nationale ivoirienne. Il prend sa retraite après la crise post-électorale de 2011.
Il a été fait ambassadeur par le président Alassane Ouattara. Après sa retraite de la diplomatie ivoirienne en 2017, il entre en politique du côté du PDCI où il a été fait vice-président de ce parti.